# دراغوتين تشرماك
دراغوتين تشرماك (بالصربية: Драгутин Чермак) مواليد 12 أكتوبر 1944 في بلغراد، هو لاعب كرة سلة صربي معتزل. بدأ مسيرته الاحترافية في سنة 1967. مثّل منتخب بلاده. شارك في دورة الألعاب الأولمبية الصيفية سنة 1968. اعتزل اللعب في 1980.

## سجل المنافسة
شارك في المنافسات التالية:
- بطولة أمم أوروبا لكرة السلة 1969
- بطولة أمم أوروبا لكرة السلة 1971
- الألعاب الأولمبية الصيفية 1968
- الألعاب الأولمبية الصيفية 1972

## الميداليات
| الميدالية | المسابقة                       |
| --------- | ------------------------------ |
| فضية      | الألعاب الأولمبية الصيفية 1968 |

## روابط خارجية
- دراغوتين تشرماك على موقع الاتحاد الدولي لكرة السلة (الإنجليزية)
- دراغوتين تشرماك على موقع سبورتس رفرنس (الإنجليزية)
- دراغوتين تشرماك على موقع أوليمبيديا (الإنجليزية)